# Prima Categoria Umbria 1973-1974
Nella stagione 1973-1974 in Umbria il massimo livello regionale continuava ad essere la Prima Categoria, campionato giunto alla quindicesima edizione.
Questo è il girone unico organizzato dal Comitato Regionale Umbro.

## Squadre partecipanti
| Squadra          | Città (provincia)                       | Stagione 1972-1973                                        |
| ---------------- | --------------------------------------- | --------------------------------------------------------- |
| Angelana         | Santa Maria degli Angeli di Assisi (PG) | 9° in Prima Categoria Umbria                              |
| Assisi           | Assisi (PG)                             | 10° in Prima Categoria Umbria                             |
| Bevagna          | Bevagna (PG)                            | 1° in Seconda Categoria Umbria/B, promosso                |
| Deruta           | Deruta (PG)                             | 4° in Prima Categoria Umbria                              |
| Grifo Cannara    | Cannara (PG)                            | 5° in Prima Categoria Umbria                              |
| Gualdo           | Gualdo Tadino (PG)                      | 10° in Prima Categoria Umbria                             |
| Lama             | Lama di San Giustino (PG)               | 1° in Seconda Categoria Umbria/A, promosso                |
| Narnese          | Narni (TR)                              | 3° in Prima Categoria Umbria                              |
| Nestor           | Marsciano (PG)                          | 12° in Prima Categoria Umbria                             |
| Orte Filesi      | Orte (VT)                               | 2° in Prima Categoria Umbria                              |
| Ponte Felcino    | Ponte Felcino di Perugia                | 14° in Prima Categoria Umbria                             |
| Pontevecchio     | Ponte San Giovanni di Perugia           | 5° in Prima Categoria Umbria                              |
| SI.LA. San Sisto | San Sisto di Perugia                    | 13° in Prima Categoria Umbria                             |
| Tavernelle       | Tavernelle di Panicale (PG)             | 15° in Prima Categoria Umbria, retrocesso e poi ripescato |
| Tiberis          | Umbertide (PG)                          | 7° in Prima Categoria Umbria                              |
| Todi             | Todi (PG)                               | 8° in Prima Categoria Umbria                              |

## Classifica finale
|  | Pos. | Squadra          | Pt | G  | V  | N  | P  | GF | GS | DR  |
|  | ---- | ---------------- | -- | -- | -- | -- | -- | -- | -- | --- |
|  | 1.   | Grifo Cannara    | 47 | 30 | 20 | 7  | 3  | 49 | 18 | +31 |
|  | 2.   | Narnese          | 46 | 30 | 17 | 12 | 1  | 45 | 20 | +25 |
|  | 3.   | Assisi           | 37 | 30 | 12 | 13 | 5  | 37 | 23 | +14 |
|  | 4.   | Orte Filesi      | 34 | 30 | 13 | 8  | 9  | 43 | 27 | +16 |
|  | 5.   | Deruta           | 33 | 30 | 11 | 11 | 8  | 42 | 39 | +3  |
|  | 6.   | Todi             | 32 | 30 | 10 | 12 | 8  | 26 | 30 | -4  |
|  | 7.   | Angelana         | 31 | 30 | 12 | 7  | 11 | 37 | 32 | +5  |
|  | 8.   | Bevagna          | 30 | 30 | 9  | 12 | 9  | 38 | 39 | -1  |
|  | 9.   | Tiberis          | 29 | 30 | 8  | 13 | 9  | 33 | 36 | -3  |
|  | 10.  | Nestor           | 27 | 30 | 8  | 11 | 11 | 26 | 29 | -3  |
|  | 11.  | Gualdo           | 26 | 30 | 9  | 8  | 13 | 36 | 48 | -12 |
|  | 12.  | Pontevecchio     | 24 | 30 | 7  | 10 | 13 | 31 | 34 | -3  |
|  | 13.  | Lama (-1)        | 24 | 30 | 9  | 7  | 14 | 37 | 47 | -10 |
|  | 14.  | Tavernelle       | 24 | 30 | 7  | 10 | 13 | 25 | 38 | -13 |
|  | 15.  | Ponte Felcino    | 18 | 30 | 4  | 10 | 16 | 11 | 41 | -30 |
|  | 16.  | SI.LA. San Sisto | 17 | 30 | 3  | 11 | 16 | 20 | 45 | -25 |

Legenda:

      Promossa in Serie D 1974-1975.
      Retrocessa in Seconda Categoria Umbria 1974-1975.
Regolamento:

Due punti a vittoria, uno a pareggio, zero a sconfitta.
Note:

Tavernelle retrocesso per la peggiore differenza reti nei confronti delle ex aequo Pontevecchio e Lama.
Il Lama è stato sanzionato con 1 punto di penalizzazione per una rinuncia.